# Gaius Vipstanus Apronianus
Gaius Vipstanus Apronianus war ein römischer Politiker und Senator des 1. Jahrhunderts n. Chr.
Apronianus war im Jahr 59 ordentlicher Konsul und 68/69 Prokonsul der Provinz Africa. Außerdem war er von 57 bis mindestens 86 Mitglied der Arvalbruderschaft.
Nach Galbas Tod am 15. Januar 69 erklärte sich eine Provinz nach der anderen für den neuen Kaiser Otho, unter ihnen auch Apronianus in Africa. Offenbar war er für das Amtsjahr 68/69 ernannt worden, da aus den Worten des Tacitus hervorgeht, dass die Provinz in aller Eile Otho die Treue schwor, vielleicht noch vor Ende Januar 69.